# Enslaved (album av Steel Attack)
Enslaved är det svenska metalbandet Steel Attacks fjärde studioalbum och släpptes 2004.

## Låtlista
1. "Gates of Heaven" - 5:28
2. "Out of the Flames" - 4:46
3. "Forsaken" - 6:13
4. "Bless My Sins" - 5:24
5. "Immortal Hate" - 5:09
6. "Son of a Thousand Souls" - 5:12
7. "Enslaved" - 4:18
8. "Voices" - 4:44
9. "When You Dream" - 4:50
10. "Afraid No More" (digipack-bonusspår)
11. "Ease My Pain" (japanskt bonusspår)